# Kido Takayoshi
Kido Takayoshi (木戸 孝允, 11 de agosto de 1833 – 26 de maio de 1877), também chamado de Kido Kōin, foi um estadista japonês durante o Bakumatsu e a Restauração Meiji. Ele usava o apelido Niibori Matsusuke (新堀 松輔) quando ele trabalhou contra o Xogum.

## Juventude
Kido nasceu em Hagi, no Domínio de Chōshū (atual província de Yamaguchi) como o filho mais novo de Wada Masakage (和田 昌景), um físico samurai. Ele foi adotado pela família Katsura com sete anos, e até 1865 era conhecido como Katsura Kogorō (桂 小五郎). Ele foi educado na academia de Yoshida Shōin, do qual ele aprendeu a filosofia da lealdade imperial.
Em 1852, ele foi a Edo para estudar esgrima, estabeleceu laços com samurais radicais do domínio de Mito, aprendeu técnicas de artilharia com Egawa Tarōzaemon, e (depois de observar a construção de navios estrangeiros em Nagasaki e Shimoda) retornou a Chōshū para supervisionar a construção do primeiro navio de guerra em estilo ocidental do domínio.

## Derrubada de Tokugawa
Após 1858, Kido fincou suas bases na residência do domínio em Edo, onde ele serviu como elo entre os burocratas do domínio e elementos radicais entre os jovens das classes baixas dos samurais de Chōshū que apoiavam o movimento Sonnō jōi. Ficando sob suspeita do Xogunato pelos seus laços com indivíduos leais a Mito após a tentativa de assassinato de Andō Nobumasa, ele se transferiu para Kyoto. No entanto, enquanto estava em Kyoto, ele não foi capaz de prevenir o golpe de estado de 30 de setembro de 1863 pelas forças dos domínios de Aizu e Satsuma, que expulsaram as forças de Chōshū para fora da cidade. Ele estava envolvido na tentativa mal sucedida de Chōshū em recuperar o controle da cidade em 20 de agosto de 1864, e foi forçado a se esconder com uma geisha que se chamava Ikumatsu, que mais tarde tornou-se sua esposa.
Após elementos radicais sob a liderança de Takasugi Shinsaku ganharem controle da política de Chōshū, Kido foi instrumental em estabelecer a Aliança Satchō, que se provou ser crítica na Guerra Boshin e subsequente Restauração Meiji.

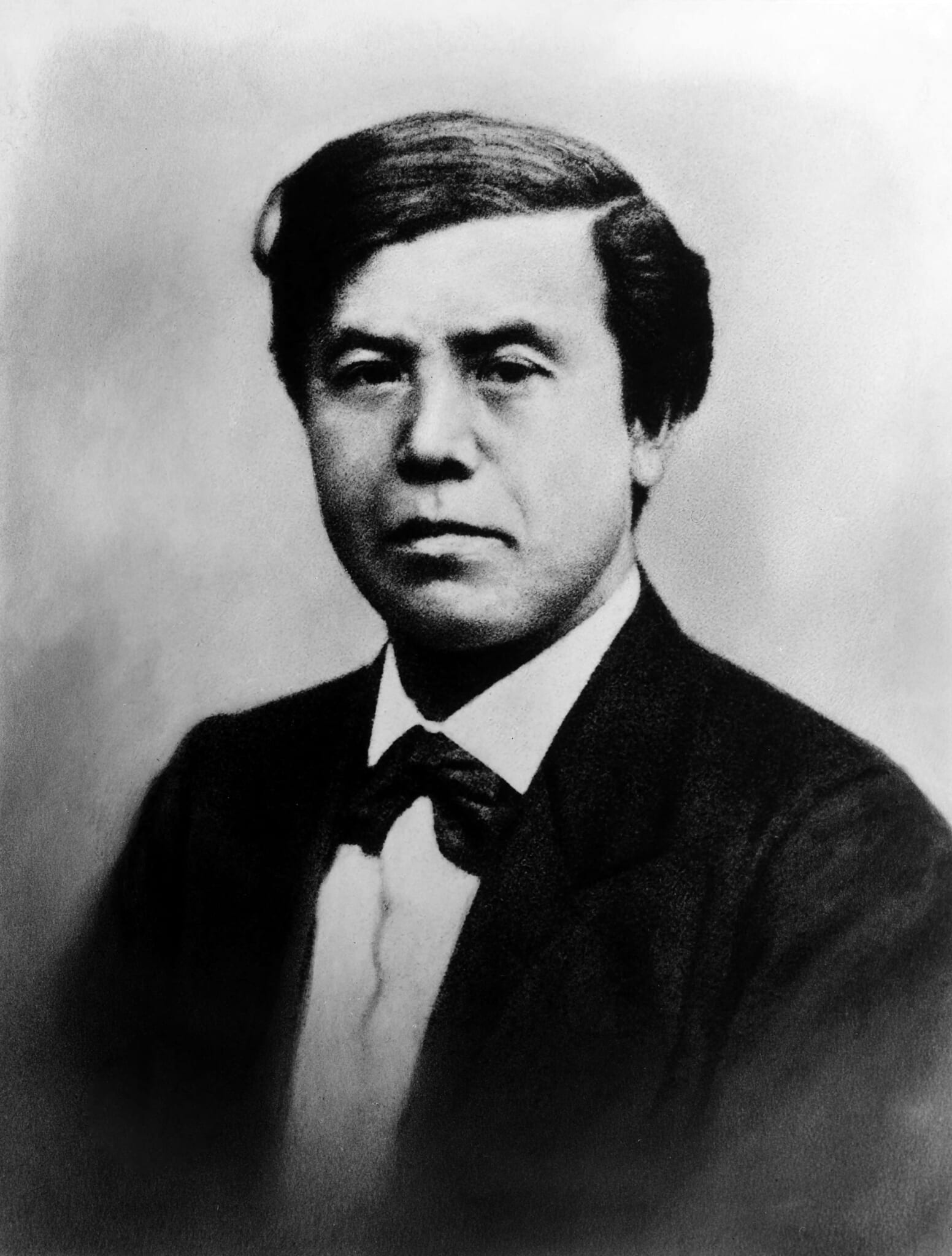
Kido com roupa ocidental

## Estadista Meiji
Após a derrubada do bakufu Tokugawa, Kido exigiu um papel central no estabelecimento do novo governo Meiji. Como um san'yo (conselheiro Imperial), ele ajudou a elaborar a Carta de Juramento, e iniciou políticas de centralização e modernização. Ele também ajudou diretamente na abolição do sistema han.
Em 1871, ele acompanhou a Missão Iwakura em sua viagem ao redor do mundo para os Estados Unidos e Europa, e era especialmente interessado no sistema educacional política ocidental. Em seu retorno ao Japão, ele tornou-se um grande defensor do estabelecimento de um governo constitucional. Percebendo que o Japão não estava em posição de desafiar as potências ocidentais nas condições da época, ele também retornou ao Japão bem na hora para prevenir uma invasão da Coreia (Seikanron).
Kido perdeu sua posição dominante na oligarquia Meiji para Okubo Toshimichi, e renunciou do governo em protesto à Expedição a Taiwan de 1874, a qual ele se opôs energicamente.
Após a Conferência de Osaka de 1875, Kido concordou em retornar ao governo e tornar diretor da Assembleia dos Governadores das Províncias, que foi criada pela Conferência de Osaka. Ele também foi responsável pela educação do jovem Imperador Meiji.
No meio da Rebelião Satsuma de 1877 ele morreu de uma doença que o atormentava por muito tempo.

## Legado
O diário de Kido revela um intenso conflito interno entre sua lealdade ao seu domínio natal, Chōshū, e o seu grande interesse pelo país. Ele escreveu frequentemente de rumores de luta em casa porque ele traiu seus velhos amigos; a ideia de uma nação era ainda relativamente nova no Japão e, então, a maioria dos samurais porcurava assegurar mais privilégios para seus próprios domínios.
Juntamente com Saigō Takamori e Ōkubo Toshimichi, ele é cosiderado como um dos Ishin-no-Sanketsu (維新の三傑), que significa, grosso modo, "três grandes nobres da restauração". O neto de sua irmã mais jovem foi o político de Tóquio Koichi Kido(木戸幸一).

## Na cultura popular
Kido, referido por seu nome inicial Katsura Kogoro, é uma das personalidades históricas presentes no mangá e anime Rurouni Kenshin, de Nobuhiro Watsuki, bem como na adaptação para OVA Rurouni Kenshin: Tsuiokuhen. Apesar de ele ser retratado como um líder radical cruel do clã Chōshū, ele serve com um mentor benevolente do jovem Kenshin Himura, que trabalhou com ele como Hitokiri Battōsai. Ele, no entanto, arrepende-se de forçar Kenshin a fazer o trabalho sujo para ele após o caso de Kenshin com Tomoe Yukishiro (em Tsuiokuhen, ele encorajou ativamente Tomoe a ficar do lado de Kenshin para servir como uma influência apaziguadora), que terminou com sua morte.
Ele também é a base para o personagem de Katsura Kotarou no mangá e anime Gin Tama de Hideaki Sorachi.